# غييرمو جونز
غييرمو جونز (بالإسبانية: Guillermo Jones)‏ مواليد 5 مايو 1972 في بنما، هو ملاكم محترف بنمي يصنف ضمن فئة الوزن الثقيل وهو بطل رابطة الملاكمة العالمية.

## إحصائيات
خاض خلال مسيرته 46 نزالا، فاز في 40 وتعادل في 2 وخسر في 3. فاز بالضربة القاضية في 30 نزالا.

## روابط خارجية
- غييرمو جونز على موقع بوكس ريك (الإنجليزية) (registration required)